# Санджар-малик
Санджа́р-ма́лик (перс. سنجر مالک‎) или Ма́лик Санджа́р — бухарский ремесленник, предводитель народного движения в Мавераннахре против садров из семьи Бурханидов, возглавивший восстание в Бухаре в 1206-1207 годах при правлении гурхана Елюй Чжулху. 

## Сведения о Санджаре
Исторические источники приводят очень мало сведений о его личности. Скорее всего, родился в XII веке в Бухаре. До восстания (1206-1207 гг.) жил под кара-киданьским владычеством и был из семьи мастеров, изготавливающих щиты. В основном, руководствовался интересами верхушки торгово-ремесленного сословия Бухары. После того, как Санджар овладевает Бухарой в 1206 году, он принимает титул «малик» от восставших повстанцев и приказывает воздвигнуть себе дворец. Хорезмшах Ала ад-Дин Мухаммад II решает воспользоваться внутренней борьбой в Бухаре и осенью 1207 года овладевает ею. По-видимому, после захвата Бухары, Мухаммад отдал своим войскам приказ не чинить никаких насилий. Даже несмотря на то, что Санджар-малик был руководителем повстанцев, ему была сохранена жизнь, но впоследствии при неясных обстоятельствах его решают утопить в Амударье.

## Восстание
В Бухаре еще в первой половине XII века большое влияние получили Бухраниды — родовитая семья, представители крупного и богатого духовенства, принявшие титул «садр-и-джахан» (тадж. садри ҷахон  — «столп мира»). В их руках было сосредоточено большое количество земель. Сборы налогов с ремесленников, торговцев и окружающих города земель, а также доходы от торговых предприятий и базаров давали садрам огромные богатства. Семья была настолько богата, что один из садров, Мухаммад ибн Ахмад, содержал на свои доходы до 600 факихов (учёных-богословов и проповедников), а когда он предпринимал паломничество в Мекку (хадж), то для перевозки необходимых путевых припасов ему потребовалось более ста верблюдов. За свою жадность и недостойное поведение он был прозван «садр-и-джаханнам» (тадж. садри ҷаҳаннам — «столп ада»).
Богатства садров Бухары имели еще и другое происхождения. Под предлогом необходимого сбора крупных сумм для выплаты ежегодной дани кара-киданям, садры жестко обирали трудящихся. При этом значительная доля собранных таким образом средств оставалась у самих садров.
Все это, конечно, не могло не вызывать возмущения широких масс. В 1206 г. население Бухары под предводительством Санджара начало восстание против владычества садров. Его поддержали в основном городские ремесленники и торговцы, которые были недовольны властью семьи Бурханидов, которых на то время возглавлял Мухаммад ибн Ахмад. Исторические источники приводят очень мало сведений о том, как началось и как развивалось это событие. Мы ничего не знаем также о том, сколько времени повстанцы держали в своих руках город после одержанной ими победы и как они управление им. Известно лишь, что, овладев городом, Санджар, как писали придворные хронисты, сильно «унизил» именитых людей, т. е. аристократов и феодалов. Садры были с позором изгнаны из города, а их имущество поступило в распоряжение повстанцев.
Мухаммад решил использовать в своих целях эти надежды населения. Заняв в 1207 г. Бухару, он, по-видимому, отдал своим войскам приказ не чинить никаких насилий и не убивать Санджар-малика, чтобы не поднимать "лишнего шума" среди жителей, включая повстанцев. Бухарские садры восстановили свое господство и стали вассалами государства Хорезмшахов, возможно именно они поспособствовали дальнейшему убийству Санджар-малика.